# Esther Schröder
Esther Schröder (* 24. Januar 1969 in Luckenwalde) ist eine ehemalige deutsche Politikerin (SPD, zuvor PDS). Sie war vom 29. September 1999 bis zum 21. Oktober 2009 Mitglied des Landtages Brandenburg.

## Leben und Beruf
Nach ihrer Schullaufbahn absolvierte Esther Schröder von 1985 bis 1987 eine Berufsausbildung zur Finanzkauffrau und legte im Anschluss 1988/89 ihr Abitur an der Bergakademie Freiberg ab. Von 1989 bis 1994 studierte sie Wirtschaftswissenschaften an der Humboldt-Universität zu Berlin und schloss ihr Studium als Diplomvolkswirtin ab. Von 1995 bis 1997 arbeitete sie als wissenschaftliche Mitarbeiterin an der Universität Konstanz im Bereich der Arbeitsmarktforschung. 1997 promovierte sie zum Dr. rer. pol. (Doktor der Wirtschafts- und Sozialwissenschaften) am Center of International Labor Economics der Universität Konstanz.
Nach ihrem Abschied aus der Politik war sie seit 2011 als Referentin für Gleichstellungs- und Geschlechterpolitik bei der Arbeitnehmerkammer Bremen tätig. 
Derzeit (Stand: 2023) arbeitet sie als wissenschaftliche Referentin für die CDU-Fraktion der Bremischen Bürgerschaft.

## Politik
Schröder wurde bei der Wahl zum 3. Landtag des Landes Brandenburg am 5. September 1999 über die Landesliste der PDS in das Landesparlament gewählt. Am 16. Oktober 2002 trat sie aus der PDS-Fraktion aus. 
Der Spiegel berichtete, Heinz Vietze habe Schröders Rauswurf in geschlossener Sitzung durchgesetzt. Schröder sagte, sie habe „SED live“ erlebt. 
Schröder gehörte dem Landtag zunächst als fraktionslose Abgeordnete an. 
Sie wurde 2003 SPD-Mitglied und schloss sich am 6. Januar 2004 der SPD-Fraktion an. Bei der Landtagswahl am 19. September 2004 kandidierte Schröder erneut erfolgreich, diesmal auf der Landesliste der SPD, und gehörte dem Landtag bis zum Ende der 4. Wahlperiode am 21. Oktober 2009 an.
Während der 4. Wahlperiode des Landtags amtierte Schröder als stellvertretende Vorsitzende des Ausschusses für Arbeit, Soziales, Gesundheit und Familie und vom 19. Oktober 2004 bis zum 30. August 2006 als stellvertretende Vorsitzende der SPD-Fraktion.
Am 23. Mai 2004 nahm sie auf Vorschlag der SPD-Landtagsfraktion an der 12. Bundesversammlung zur Wahl des Bundespräsidenten der Bundesrepublik Deutschland teil.